# Antrotopònim
Un antrotopònim (o antropotopònim) és un toponím que prové o conté un antropònim, és a dir, d'un nom propi de persona. També poden derivar en honor d'un sant (o a una evocació mariana), en aquest cas, es denomina hagiotopònim.
Els antrotopònims sovint es creen com a forma d'honorar als propietaris d'un determinat terreny, o com a forma d'anomenar una població que gira al voltant d'una granja o conreu amb un propietari conegut. També es poden crear com a forma d'honorar, més generalment, una personalitat famosa o fundadora d'un territori, com és el cas d'Alexandria, fundada per Alexandre el Gran; o el país Colòmbia, amb llur nom derivat del de Cristòfor Colom. Els antrotopònims acostumen a ser més comuns en la toponímia menor.
És important distingir-los dels topònims que han generat cognoms, i aleshores han passat a formar part de l'antroponímia, com és el cas de Balaguer, Montcada o Albinyana, entre altres exemples.

## Als Països Catalans
Als Països Catalans hi podem trobar molts exemples d'antrotopònims i hagiotopònims. Pel que fa a la toponímia major, els exemples d'antropònims més evidents els podem trobar en els noms dels municipis de Callosa d'en Sarrià, la Serra d'en Galceran al País Valencià; o l'ús de son com a marca de propietat (açò d'en) en municipis com Son Servera a les Illes Balears. Al Baix Segura trobem també la Granja de Rocamora i los Montesinos. Antrotopònims menys evidents són Crevillent, Ontinyent o Meliana.
Una part important dels topònims que comencen per beni (i bini- a les Illes Balears) són antrotopònims provinents de l'època andalusina. Prové d'ibn- 'família de', i indiquen el llinatge al qual pertanyia una determinada alqueria. Exemples d'aquests topònims els podem trobar en els topònims de Benidorm, Benissa o Binissalem.
Els més comuns i evidents, però, són els hagiotopònims. L'Institut Cartogràfic de Catalunya va situar l'any 2013 hagiotopònims (entre toponímia major i menor) a Catalunya i fins a 18 a la toponímia major al País Valencià. Alguns hagiotopònims no són evidents, com Sants o Gràcia, que han perdut l'evidència del seu caràcter religiós.